# Dipropylsulfat
Dipropylsulfat ist ein Schwefelsäureester, genauer der Diester der Schwefelsäure mit n-Propanol.

## Herstellung
Dipropylsulfat kann durch Umsetzung von Sulfurylchlorid mit n-Propanol gewonnen werden.

## Reaktionen
Dipropylsulfat ist ein Alkylierungsmittel. Durch Umsetzung mit elementarem Natrium und Dipropylsulfat kann Fulleren mit Propylgruppen modifiziert werden. Die Umsetzung von Vinylimidazol mit Dialkylsulfaten wie Dipropylsulfat ergibt ionische Flüssigkeiten. Dabei findet eine Alkylierung am Stickstoffatom des Imidazols statt, beispielsweise mit einer Propylgruppe. Das Gegenion ist entsprechend ein Monoalkylsulfat-Ion.

## Toxizität
Dipropylsulfat ist ebenso wie andere Schwefelsäureester kurzkettiger Alkohole genotoxisch. Im Gegensatz zum Dimethylsulfat ist die Wirkung jedoch deutlich geringer.